# Roszkowice (Niemodlin)
Roszkowice (deutsch: Roßdorf) ist ein Ort in der Stadt- und Landgemeinde Niemodlin im Powiat Opolski, der Woiwodschaft Oppeln in Polen.

## Geographie
Roszkowice liegt etwa fünf Kilometer westlich von Niemodlin (Falkenberg) und etwa 30 Kilometer westlich von Oppeln in der Nizina Śląska.
Nachbarorte sind Rogi (Rogau) im Westen und Piotrowa (Petersdorf) im Osten.

## Geschichte
1396 wurde das Dorf erstmals urkundlich erwähnt. Für das Jahr 1415 ist es in der Schreibweise Rosdorff und 1534 als Roskhawitz belegt. Archäologische Funde beweisen, dass die Gegend um Rossdorf bereits zu germanischer und keltischer Zeit besiedelt war.
Nach dem Ersten Schlesischen Krieg 1742 fiel Roßdorf mit dem größten Teil Schlesiens an Preußen. 1764 wurde im Ort eine Schule eingerichtet.
1845 bestand das Dorf aus 48 Häusern, einer Schule und einem Vorwerk. Im gleichen Jahr lebten in Roßdorf 368 Einwohner, davon 130 katholisch. 1855 lebten 383 Menschen im Ort. 1865 zählte das Dorf zwei Schulzenhöfe, 10 Bauern-, 15 Gärtner- und 11 Häuslerstellen. Die evangelisch Schule wurde im gleichen Jahr von 78 Schülern besucht. 1874 wurde der Amtsbezirk Schloss Falkenberg gegründet, dem die Landgemeinden Gnichwitz, Jatzdorf, Lippen, Petersdorf, Roßdorf, Scheppanowitz, Springsdorf und Weschelle sowie die Gutsbezirken Gnichwitz, Falkenberg, Schloß, Jatzdorf, Lippen, Petersdorf, Roßdorf, Scheppanowitz, Springsdorf und Weschelle eingegliedert wurden. 1885 zählte Roßdorf 324 Einwohner.
1933 lebten in Roßdorf 330 Einwohner und 1939 waren es 313 Einwohner. Bis Kriegsende 1945 gehörte der Ort Roßdorf zum Landkreis Falkenberg O.S.
Im März 1945 wurde Roßdorf durch die Rote Armee eingenommen. Als Folge des Zweiten Weltkriegs fiel es 1945 mit dem größten Teil Schlesiens an Polen. Nachfolgend wurde es in Roszkowice umbenannt. Die deutsche Bevölkerung wurde, soweit sie nicht vorher geflohen war, weitgehend vertrieben. Die neu angesiedelten Bewohner waren teilweise Zwangsumgesiedelte aus Ostpolen, das an die Sowjetunion gefallen war.
1950 wurde Roszkowice der Woiwodschaft Oppeln eingegliedert.

## Persönlichkeiten
- Alfred Hubrich (1852–1925), Landwirt und Politiker